# Jeon Da-Hye
Jeon Da-Hye (n. 23 noiembrie 1983, Pohang⁠(d), Coreea de Sud) este o sportivă ce a reprezentat Coreea de Sud, medaliată olimpică. A participat la o ediție a Jocurilor Olimpice (2006) în care a câștigat o medalie de aur.

## Participări
Lista de mai jos prezintă principalele competiții la care a participat Jeon Da-Hye de-a lungul carierei.
- short track speed skating at the 2006 Winter Olympics – women's 3000 metre relay[*]